# O Clone
O Clone (auch The Clone) ist eine brasilianische Telenovela, die zwischen dem 1. Oktober 2001 und dem 14. Juni 2002 vom Sender Rede Globo erstmals ausgestrahlt wurde. Die Originalversion umfasst 221 Folgen. Die Serie setzt sich, was für Serien dieses Formats ungewöhnlich ist, mit kulturellen Unterschieden und sozialen Zwängen, Genetik und Ethik, Drogensucht und anderen Thematiken auseinander.

## Handlung
Anfang der achtziger Jahre lebt Jade, eine junge Muslimin marokkanischer Herkunft, in Rio de Janeiro. Hier hat sie ihre Kindheit verbracht. Nach dem Tod ihrer Mutter kehrt sie nach Marokko zurück. Dort lebt sie bei ihrem Onkel. Jade ist an ein freies Leben in Brasilien gewöhnt, plötzlich ist sie mit der Sittenstrenge der marokkanischen Gesellschaft konfrontiert.
Die wohlhabende Familie Ferras aus Rio de Janeiro verbringt ihren Urlaub in Marokko. Die Zwillingsbrüder Lucas und Diogo Ferraz, ihr Vater Leônidas, und ein Freund der Familie, der Genetiker Augusto Albieri, machen die Bekanntschaft von Jade. Sie verliebt sich in Lucas. Jade weiß, dass ihr gesellschaftliches Umfeld eine Beziehung mit Lucas nicht akzeptieren würde. Lucas erwidert ihre Gefühle. Sie planen, gemeinsam zu fliehen. In Rio de Janeiro kommt Lucas Bruder Diogo bei einem Helikopterabsturz ums Leben. Lucas, vom Tod seines Bruders erschüttert, will in dieser Situation nicht mit der Geliebten fliehen. Albieri, der Patenonkel, erzeugt heimlich den ersten menschlichen Klon mit Lucas Erbgut, den er Deusa, einer jungen Brasilianerin, die selbst keine Kinder bekommen kann, einsetzt. Diese weiß nicht, dass es sich um einen Klon handelt. Das Kind kommt zur Welt und erhält den Namen Leo. Unter dem Druck ihres Onkels heiratet Jade Said. Sie bekommen die Tochter Khadija. Gemeinsam führen sie ein glückliches Familienleben. Jade und Lucas treffen sich wieder, die alte Leidenschaft zwischen ihnen erwacht wieder, doch beide sind inzwischen familiär gebunden und haben Verpflichtungen, denen sie sich nicht entziehen wollen. Lucas ist mit Maysa verheiratet. Gemeinsam haben sie die Tochter Mel, die drogenabhängig ist, was die Eltern aber nicht wissen. Albieri, Deusa und Leo sind in den Norden Brasiliens ausgewandert. Ihre Rückkehr hat schwerwiegende Konsequenzen für alle Personen der Telenovela.

## Hintergrund
Die Anzahl der Folgen differierte bei der Ausstrahlung in anderen Ländern. Sie wurde u. a. in 250 Folgen zu je 45 Minuten ausgestrahlt. Die Telenovela wurde in vielen Ländern ein Erfolg. Sie wurde in zahlreiche Sprachen übersetzt. Auch die Filmmusik war ein Erfolg, insbesondere der Soundtrack „Sob o Sol“ von Sagrado Coração da Terra.
Im Januar 2010 wurde von Rede Globo und Telemundo in Kolumbien ein Remake unter dem Titel „El Clon“ produziert.